# Giro del Veneto 1984
Il Giro del Veneto 1984, cinquantasettesima edizione della corsa, si svolse l'8 settembre 1984 su un percorso di 236 km. La vittoria fu appannaggio dell'italiano Moreno Argentin, che completò il percorso in 6h15'00", precedendo i connazionali Ezio Moroni e Claudio Corti.
I corridori che tagliarono il traguardo di Padova furono 61.

## Ordine d'arrivo (Top 10)
| Pos. | Corridore          | Squadra                | Tempo    |
| ---- | ------------------ | ---------------------- | -------- |
| 1    | Moreno Argentin    | Sammontana-Campagnolo  | 6h15'00" |
| 2    | Ezio Moroni        | Atala-Campagnolo       | s.t.     |
| 3    | Claudio Corti      | Sammontana-Campagnolo  | a 4"     |
| 4    | Giovanni Mantovani | Malvor-Bottecchia      | a 1'05"  |
| 5    | Pierino Gavazzi    | Atala-Campagnolo       | s.t.     |
| 6    | Silvano Riccò      | Santini-Conti-Galli    | s.t.     |
| 7    | Massimo Ghirotto   | Gis Gelati-Tuc Lu      | s.t.     |
| 8    | Giuseppe Montella  | Dromedario-Laminox     | s.t.     |
| 9    | Tommy Prim         | Bianchi-Piaggio        | a 1'12"  |
| 10   | Giuliano Pavanello | Supermercati Brianzoli | a 1'52"  |